# جيمس ماكدونالد كاسيلز
جيمس ماكدونالد كاسيلز (بالإنجليزية: James Macdonald Cassels)‏  (و. 1924 – 1994 م) هو فيزيائي من المملكة المتحدة . ولد في بينانق. وكان عضواً في الجمعية الملكية .